# 丹毒
丹毒（たんどく、erysipelas）とは、溶連菌による皮膚の化膿性炎症である。

## 症状
表皮基底層および真皮浅層が、病変の主座である。そのレベルを水平方向に急速に拡大する浮腫性紅斑と腫脹を特徴とする。浮腫性紅斑には菌体および菌産生毒素に対する免疫アレルギーが関与しているといわれている。疼痛を伴うこともあるが、比較的少ない。人畜共通の病気でもあり発熱・頭痛など全身症状を伴うこともある。また、治癒したと思っても再発再燃をおこす場合があり、それを習慣性丹毒（しゅうかんせいたんどく）という。

## 疫学
- 顔面に好発する。
- 蜂窩織炎が下肢に多いのに比べると下肢の丹毒は少ない。
- 再発が多い。リンパ液の循環障害により、栄養分が滞るため細菌が常に感染しやすい状態になっていることが一因である。リンパ循環障害のある患者では体幹などにも認められる。

## 病理
真皮の浮腫性変化と共に、リンパ球の浸潤がみられる。好中球は蜂窩織炎に比し著しく少ない。

## 鑑別診断
蜂窩織炎：真皮深層及び皮下脂肪が、病変の主座である。

## 治療
治療は、抗生物質の内服・点滴である。

## 関連
- 感染症
- 皮膚科学
- 豚丹毒
- 丹毒様癌（転移性皮膚癌の一種）